# Stichophanes ningshaanensis
Genre
Espèce
Synonymes
- Oligodon ningshaanensis Yuan, 1983

Statut de conservation UICN

 DD  : Données insuffisantes
Stichophanes ningshaanensis, unique représentant du genre Stichophanes, est une espèce de serpents de la famille des Colubridae.

## Répartition
Cette espèce est endémique de la république populaire de Chine. Elle se rencontre dans le sud du Shaanxi et au Hubei.

## Étymologie
Le nom du genre vient du grec stichos, la bande, et de phanes, visible, en référence à la sveltesse de cette espèce ainsi qu'à ses lignes dorsales droites.Le nom d'espèce, composé de ningshaan et du suffixe latin -ensis, « qui vit dans, qui habite », lui a été donné en référence au lieu de sa découverte, le xian de Ningshan.

## Publications originales
- Wang, Messenger, Zhao & Zhu, 2014 : Reclassification of Oligodon ningshaanensis Yuan, 1983 (Ophidia: Colubridae) into a New Genus, Stichophanes gen. nov. with Description on Its Malacophagous Behavior. Asian Herpetological Research, vol. 5, no 3, p. 137–149 (texte intégral).
- Yuan, 1983 : A new species of the genus Oligodon from Shaanxi, China. Acta Herpetologica Sinica, vol. 2, no 2, p. 65-67.